# Aulographaceae
Aulographaceae är en familj av svampar. Enligt Catalogue of Life ingår Aulographaceae i ordningen Microthyriales, klassen Dothideomycetes, divisionen sporsäcksvampar och riket svampar, men enligt Dyntaxa är tillhörigheten istället klassen Dothideomycetes, divisionen sporsäcksvampar och riket svampar.
| Aulographaceae | \| \| Polyclypeolina \| \| \| \| \| \| Aulographum \| \| \| \| |
|                | \| \| Polyclypeolina \| \| \| \| \| \| Aulographum \| \| \| \| |
|                | Leptopeltidaceae                                               |
|                |                                                                |
|                | Microthyriaceae                                                |
|                |                                                                |
|                | Polyclypeolina                                                 |
|                |                                                                |
|                | Aulographum                                                    |
|                |                                                                |

|  | Polyclypeolina |
|  |                |
|  | Aulographum    |
|  |                |